# Касима (Сага)
Касима (яп. 鹿島市 Касима-си) — город в Японии, находящийся в префектуре Сага. Площадь города составляет 112,10 км², население — 29 927 человек (1 августа 2014), плотность населения — 266,97 чел./км².

## Географическое положение
Город расположен на острове Кюсю в префектуре Сага региона Кюсю. С ним граничат города Уресино, Омура и посёлки Сироиси, Тара.

## Население
Население города составляет 29 927 человек (1 августа 2014), а плотность — 266,97 чел./км². Изменение численности населения с 1980 по 2005 годы:
| 1980 | 35 006 чел. |  |
| 1985 | 34 714 чел. |  |
| 1990 | 34 336 чел. |  |
| 1995 | 34 083 чел. |  |
| 2000 | 33 215 чел. |  |
| 2005 | 32 117 чел. |  |

## Символика
Деревом города считается Osmanthus fragrans, цветком — цветок сакуры.